# Cumbres y acantilados del norte de La Palma
Cumbres y acantilados del norte de La Palma este o arie protejată (arie de protecție specială avifaunistică — SPA) din Spania întinsă pe o suprafață de 22.659,93 ha, integral pe uscat.

## Localizare
Centrul sitului Cumbres y acantilados del norte de La Palma este situat la coordonatele 28°44′35″N 17°50′56″W / 28.743°N 17.8489°V.

## Înființare
Situl Cumbres y acantilados del norte de La Palma a fost declarat arie de protecție specială avifaunistică în octombrie 2022 pentru a proteja 11 specii de animale.

## Biodiversitate
Situată în ecoregiunea , aria protejată nu include niciun habitat protejat.
La baza desemnării sitului se află mai multe specii protejate de  păsări (11): uliu păsărar (Accipiter nisus granti), Bulweria bulwerii, pasărea ogorului (Burhinus oedicnemus), Calonectris borealis, Columba bollii, Columba junoniae, șoim călător (Falco peregrinus), Puffinus lherminieri, Pyrrhocorax pyrrhocorax, chiră de baltă (Sterna hirundo), turturică (Streptopelia turtur).